# 2 mai 1960
Le lundi 2 mai 1960 est le 123e jour de l'année 1960.

## Naissances
- Jean-Pierre Lacroix (mort le 4 septembre 2014), diplomate français
- Gjorge Ivanov, homme d'État macédonien
- Jacques Habert, évêque catholique français
- Dragan Marković, homme politique serbe
- Mike McFarlane (mort le 31 mai 2023), athlète britannique spécialiste du 100 mètres
- Gary Rees, joueur de rugby anglais
- Jean-Philippe Delapierre, sportif français spécialiste des sports nautiques
- Alejandro Lanari, footballeur argentin

## Décès
- Giuseppe Gugliermina (né le 28 octobre 1872), alpiniste italien
- Walter Schiller (né le 3 décembre 1887), pathologiste autrichien
- Caryl Chessman (né le 27 mai 1921), condamné à mort et auteur américain

## Autres événements
- Caryl Chessman est définitivement amené dans la chambre à gaz du pénitencier de San Quentin. Condamné à mort pour meurtre, il attendait son exécution depuis 12 ans et avait réussi à la repousser 8 fois